# 미드나잇 레지스탕스
《미드나잇 레지스탕스》는 데이터 이스트가 제작한 1989년 아케이드 런 앤 건 비디오 게임이다. 최대 두 명의 플레이어 캐릭터가 가족을 구출하기 위해 스테이지를 돌파하는 것이 게임의 목표이다.
1990년에 오션 소프트웨어가 배급한 컴퓨터 이식판이 ZX 스펙트럼, 암스트래드 CPC, 코모도어 64, 아미가 및 아타리 ST로 출시됐다. 1991년에 일인용으로 간소화한 메가 드라이브 이식판이 발매됐다.

## 반응
일본 잡지 〈게임 머신〉 1989년 12월 15일자에서 《미드나잇 레지스탕스》가 그 달 5번째로 가장 인기있는 아케이드 게임으로 선정했다.

## 참조

### 주해
1. ↑  영어: Midnight Resistance, 일본어: ミッドナイトレジスタンス